# Лука Бегоня
Лука Бегоня (хорв. Luka Begonja, нар. 23 травня 1992, Задар) — хорватський футболіст, півзахисник клубу «Локомотива».

## Клубна кар'єра
Народився 23 травня 1992 року в місті Задар. Вихованець футбольної школи клубу «Задар». Дорослу футбольну кар'єру розпочав 2009 року в основній команді того ж клубу, в якій провів п'ять сезонів, взявши участь у 99 матчах чемпіонату.
На початку 2014 року перейшов у столичний клуб «Локомотива». Відтоді встиг відіграти за загребських «локомотивів» 49 матчів в національному чемпіонаті.

## Виступи за збірні
2009 року дебютував у складі юнацької збірної Хорватії, взяв участь у 16 іграх на юнацькому рівні.
З 2011 року залучався до складу молодіжної збірної Хорватії. На молодіжному рівні зіграв в п'яти офіційних матчах і забив 1 гол.